# 柉禁

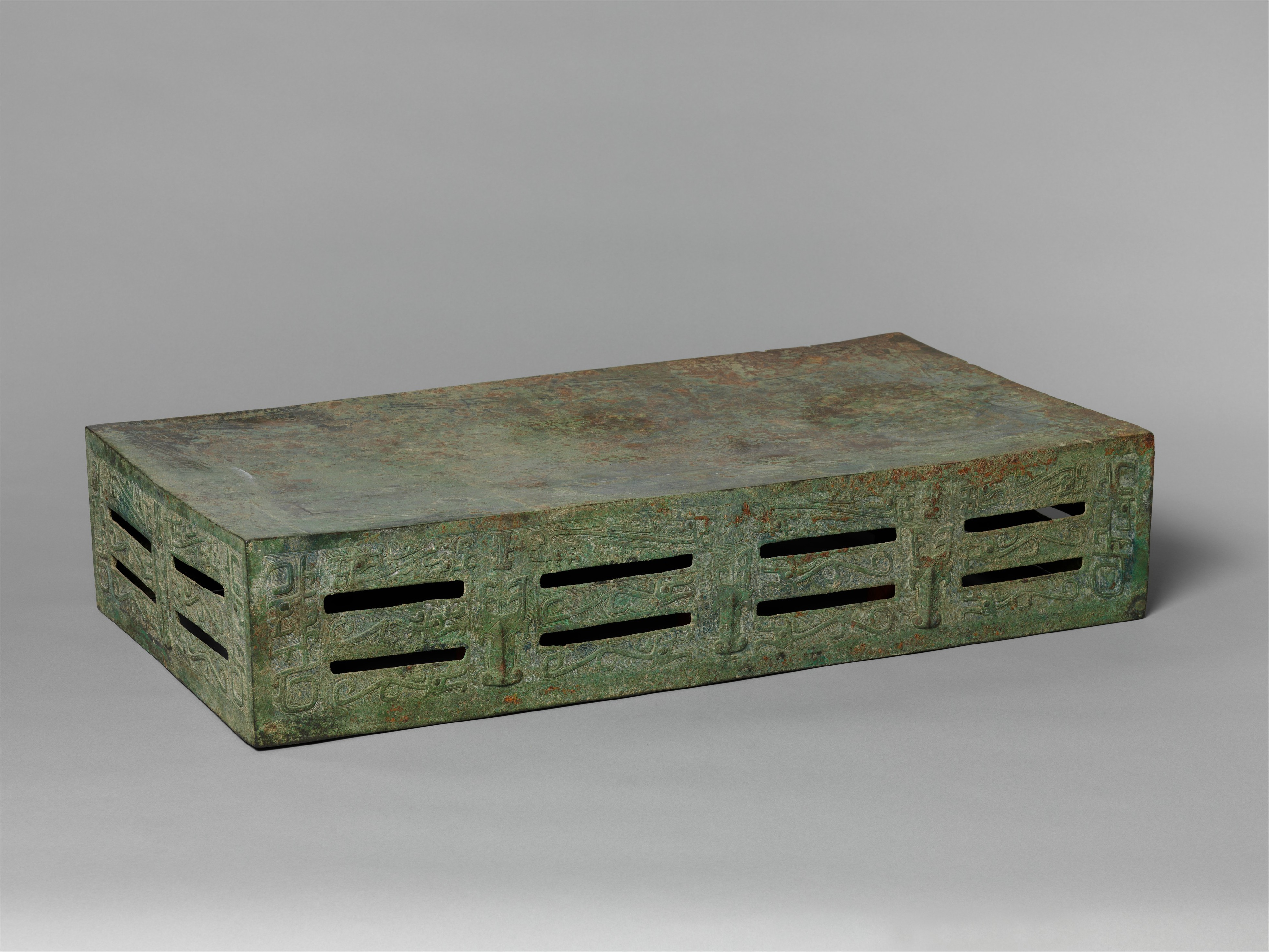
柉禁

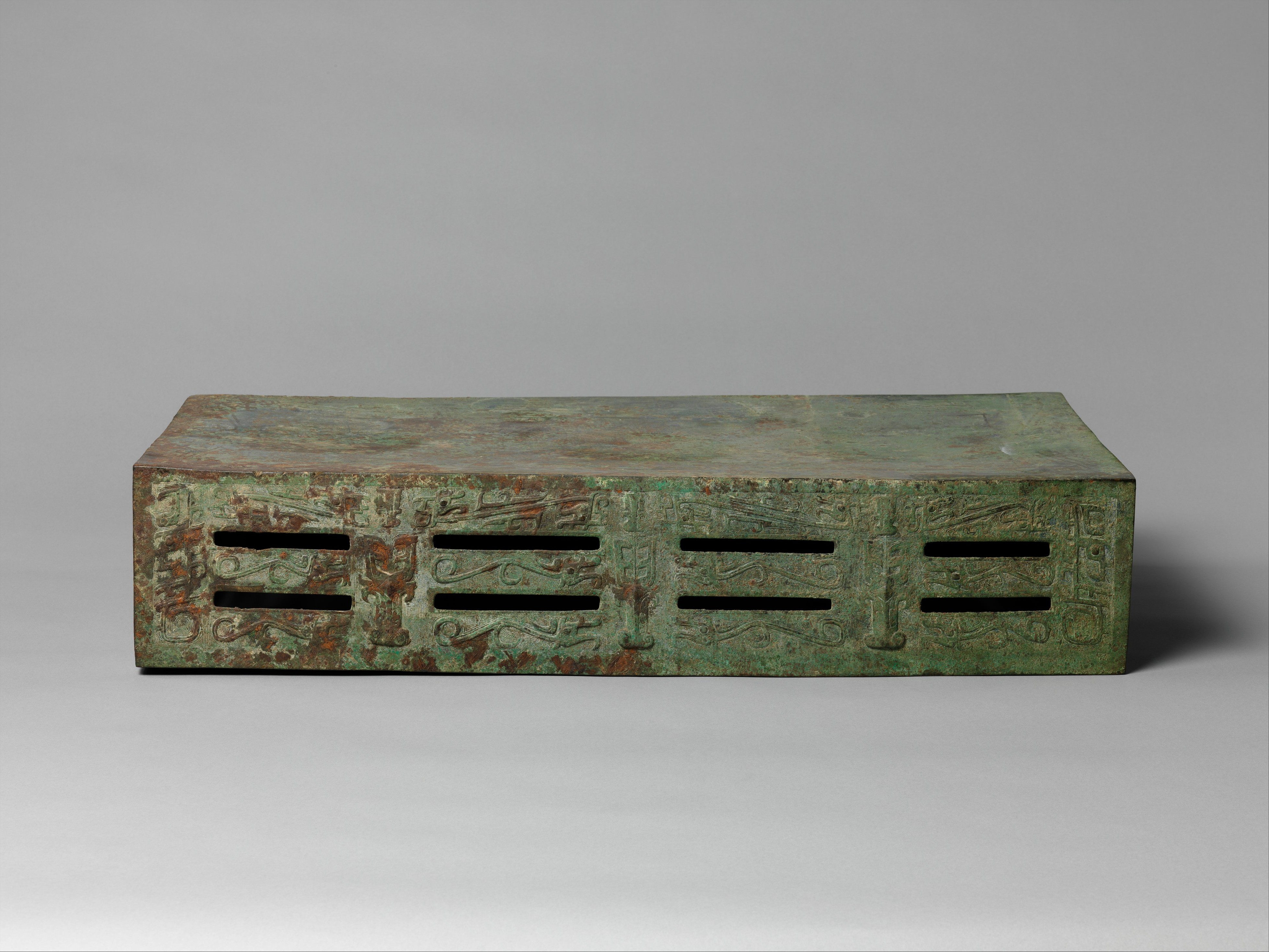
长边面

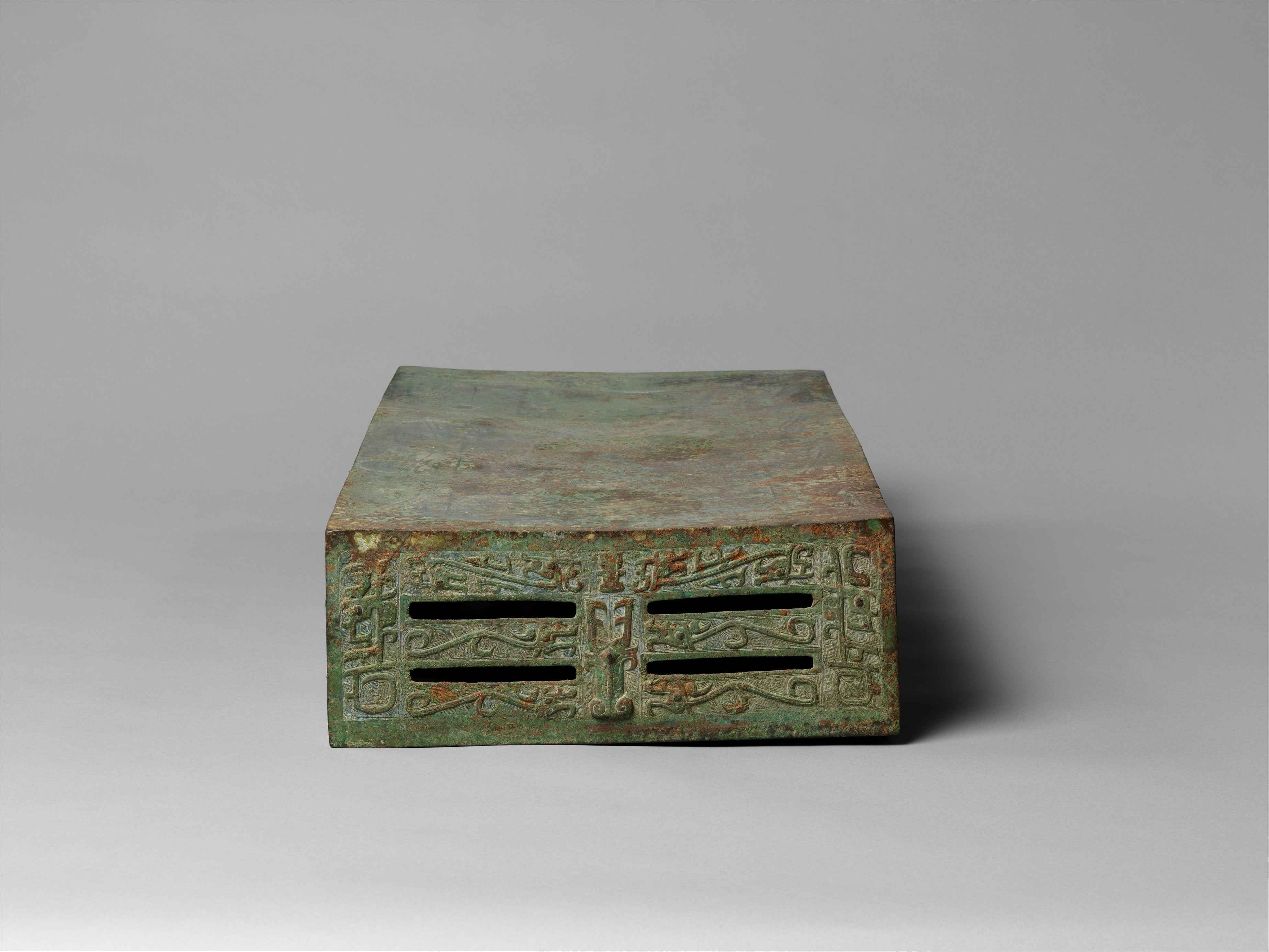
短边面

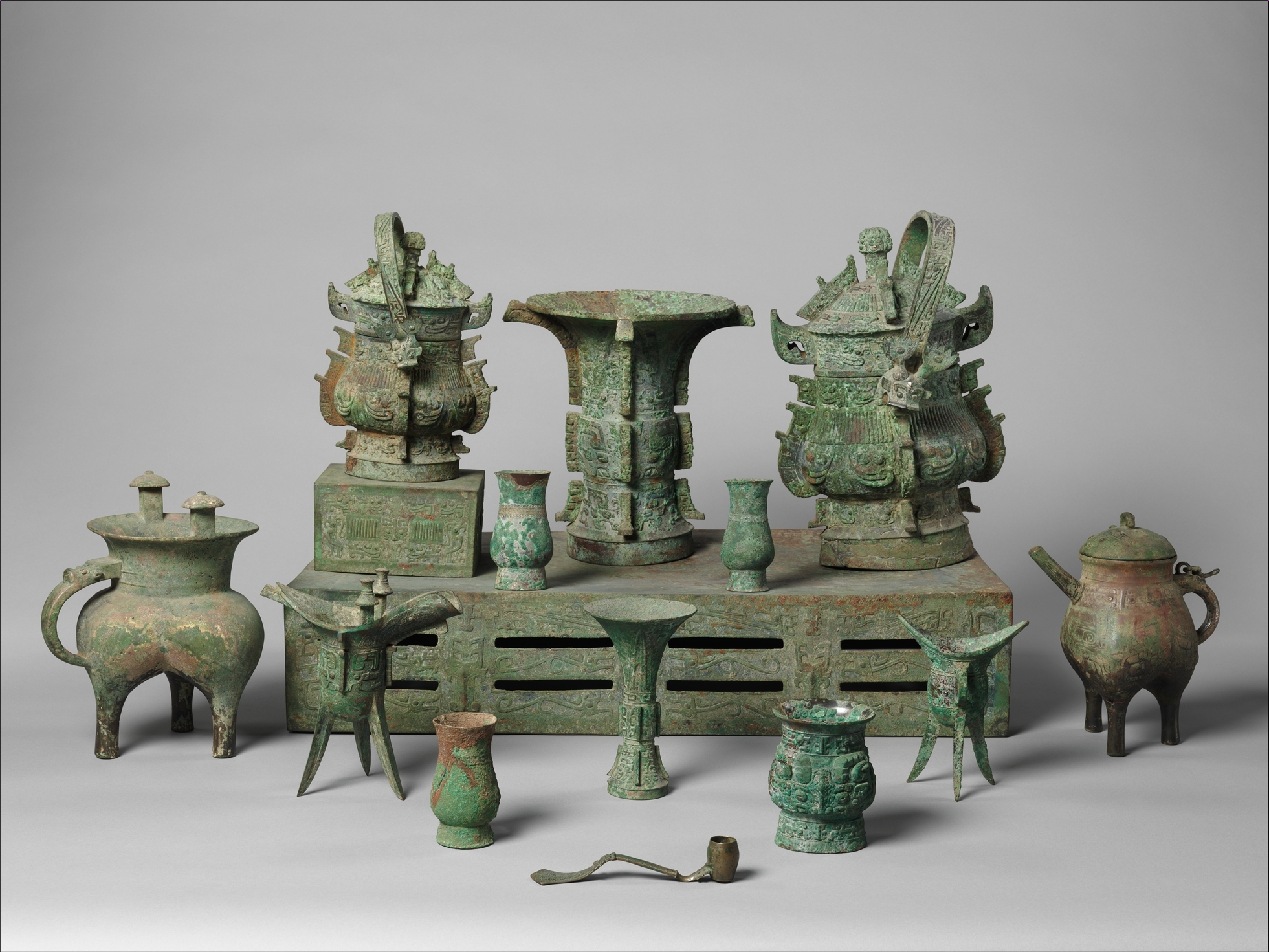
柉禁器组

柉禁，又称夔蝉纹禁、端方铜禁，1901年于陕西宝鸡斗鸡台出土的一件青铜夔蝉纹铜禁。柉禁是自有金石学之后出土的第一件铜禁，此前禁这一类器物只见于古书记载。现藏于美国纽约大都会艺术博物馆。

## 出土收藏
光绪辛丑秋（1901年秋），在陕西凤翔府宝鸡县三十里斗鸡台（今陕西省宝鸡市金台区戴家湾一带），戴家湾村村民王奎在村北坡地取土时发现一座西周贵族墓葬，挖出包括柉禁在内的共有30余件青铜器。
柉禁及其他13件同时出土的青铜器被曾任陕西巡抚，时任湖北巡抚的金石学家端方购得，并被端方收录于他编撰的《陶斋吉金录》中。1911年，四川总督赵尔丰因四川局势失控被免职，清廷命时任川汉粤汉铁路督办大臣的端方署理四川总督，率湖北新军入川鎮壓革命黨人。1911年11月27日，新军哗变，端方和他的弟弟在兵变中被杀。端方死后，其在京城的房产被人纵火烧毁，家道逐渐衰落。1924年春，端方后人将柉禁器组通过时任中华民国政府高等政治顾问及中国科学美术杂志编辑的美国人福开森卖给了纽约大都会博物馆。当时卖出的总共20件器物，除上述的14件外，另有6件青铜杓（匕）。在运往美国之前，福开森将这组器件逐一摹拓打印，据器之大小而定纸之长短，一套15幅图，辑成《匋斋旧藏古禁全器》，郑孝胥题签，影印出版。据福开森称6件铜杓是发现柉禁的人第二次转售给端方的。

## 命名
端方在《陶斋吉金录》将其所藏青铜禁命名为“柉禁”，但并未详述其命名的理由。据容庚推测，应是源自东汉《礼器碑》中“笾柉禁壶”的记载。“柉”原为树名，在《礼器碑》中借指杯或碗类容器，将青铜禁命名为“柉禁”并不十分恰当，但自端方以后，已成为该青铜禁约定俗成的称谓。
禁是流行于周代的一类用以承放盛酒器的器物，也是周代礼制中的一种礼器。禁字有禁戒饮酒之意。由于周朝人亲眼目睹了商王朝的灭亡，他们认为夏、商两代灭亡的原因之一在于嗜酒无度，因而将承放酒杯的案台称为“禁”。周朝还发布了中国最早的禁酒令《酒诰》，其中规定：“王公诸侯不准非礼饮酒，只有祭祀时方能饮酒；民众聚饮，押解京城处以死刑；不照禁令行事执法者，同样治以死罪”。
《仪礼·士冠礼》中载：“尊于房户之间，两甒有禁。”郑玄注：“禁，承尊之器也，名之为禁者，因为酒戒也。”《礼记·礼器》中载有：“天子、诸侯之尊废禁，大夫、士棜、禁，此以下为尊也。”郑玄注：“棜，斯禁也。谓之棜者，无足有似於棜，或因名云耳，大夫用斯禁。士用禁，如今方案，隋（椭）长局句，高三寸。”《仪礼·即夕礼》中记载：“设棜于东堂下”，郑玄注：“棜，今之木舆也。”《仪礼·特牲馈食礼》中记载：“棜在其南，南顺，实兽于其上。”郑玄注：“棜至制如今大木舆矣，上有四周，下无足。兽，腊也。”《仪礼·特牲馈食礼》中记载：“壶棜禁馔于东序”，贾公彦疏曰：“器本无名，人与立号。棜之与禁，因物立名。大夫尊以厌饫为名，士𤰞以禁戒为称。复有以有足无足立名，棜无足，禁有足。非祭礼，虽大夫去足犹存禁名。至祭则名棜，禁不为神戒也。”
根据上述文献记载，可知古代禁分为两种：棜，或称斯禁，形状与车舆相近，方形有四周边而没有足，为大夫所用；禁，形状与方案相近，椭长，下面有曲足，为士所用。士所用的禁要高于大夫所用的棜，而天子和诸侯是不用禁的，所以称“以下为尊”。对于出土的文物，大型的承尊器无论是否有足，一般通称为“禁”，而小型的承尊器则被称为“器座”。

## 器型纹饰
柉禁，长89.9厘米，宽46.4厘米，高18.1厘米，重32.2kg。器形为扁平长方体，前后各有长孔八，左右各有长孔二，器上尚存放置其他青铜器留下的痕迹。